# Angelique Cabral

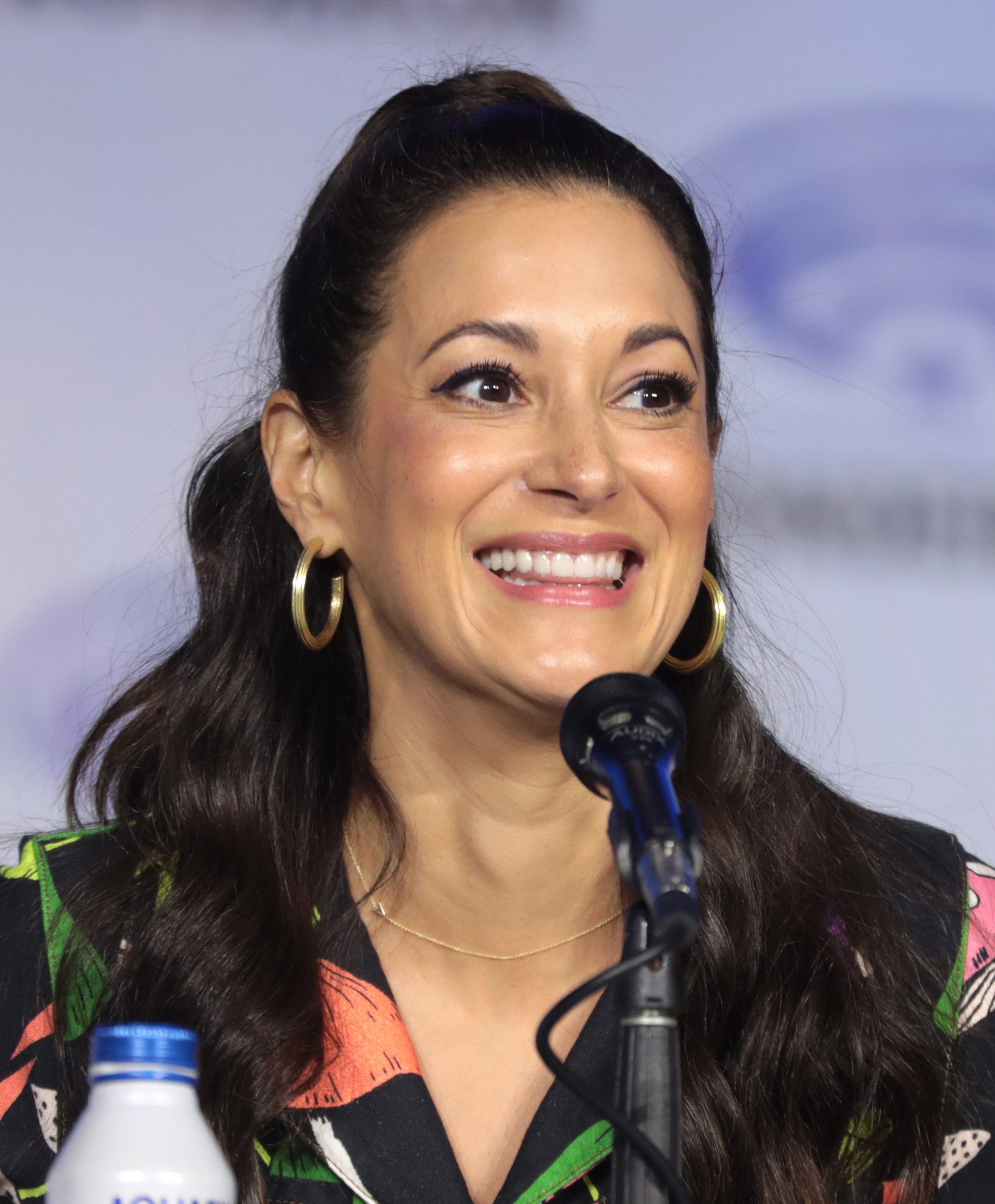
Angelique Cabral bei der WonderCom 2022

Angelique Cabral (* 28. Januar 1979 in Honolulu, Hawaii) ist eine US-amerikanische Schauspielerin.

## Leben
Angelique Cabral studierte an der Indiana University Bloomington. Sie ist seit 2004 in Film- und Fernsehproduktionen zu sehen. Sie spielte die Rolle des egozentrischen Popstars Xaviera in Devious Maids – Schmutzige Geheimnisse, Sergeant Jill Perez in Enlisted und Pam Niborski in Freunde mit gewissen Vorzügen. 2015 bis 2019 spielte sie die Rolle der Colleen Brandon Ortega in Life in Pieces. Ihr schauspielerisches Schaffen umfasst mehr als 40 Produktionen.
Cabral ist seit 20. Juli 2013 mit Jason Osborn verheiratet und hat mit ihm eine gemeinsame Tochter, Adelaide Grace Osborn (* 7. September 2017).

## Filmografie (Auswahl)
- 2004, 2006: Springfield Story (Fernsehserie, 2 Folgen)
- 2005–2007: All My Children (Fernsehserie, 4 Folgen)
- 2006–2007: Liebe, Lüge, Leidenschaft (Fernsehserie, 5 Folgen)
- 2010: Melrose Place (Fernsehserie, 1 Folge)
- 2011: The Perfect Family
- 2011: Freunde mit gewissen Vorzügen (Friends with Benefits)
- 2011: Mad Love (Fernsehserie, 1 Folge)
- 2011: Happy Endings (Fernsehserie, 2 Folgen)
- 2011: Two and a Half Men (Fernsehserie, 1 Folge)
- 2012: The Glades (Fernsehserie, 1 Folge)
- 2013: Apartment 23 (Fernsehserie, 2 Folgen)
- 2013: Devious Maids – Schmutzige Geheimnisse (Fernsehserie, 1 Folge)
- 2014: Enlisted (Fernsehserie, 13 Folgen)
- 2014: The Mentalist (Fernsehserie, 1 Folge)
- 2014: Criminal Minds (Fernsehserie, 1 Folge)
- 2015: Navy CIS: L.A. (Fernsehserie, 1 Folge)
- 2015: Chicago P.D. (Fernsehserie, 1 Folge)
- 2015: Odd Couple (Fernsehserie, 1 Folge)
- 2015: Transparent (Fernsehserie, 1 Folge)
- 2015–2019: Life in Pieces (Fernsehserie, 79 Folgen)
- 2016: Fresh Off the Boat (Fernsehserie, 1 Folge)
- 2016: Grey’s Anatomy (Fernsehserie, 1 Folge)
- 2017: Band Aid
- 2018: All About Nina
- 2019–2020: Grace and Frankie (Fernsehserie, 3 Folgen)
- 2019–2022: Undone (Fernsehserie, 16 Folgen)
- 2021: How It Ends
- 2021: Dragons – The Nine Realms (Fernsehserie, 2 Folgen)
- 2022: Maggie (Fernsehserie, 13 Folgen)
- 2022: Big Shot (Fernsehserie, 2 Folgen)
- 2022–2023: Big Sky (Fernsehserie, 10 Folgen)
- 2023: Wish (Stimme)
- 2025: The Neighborhood (Fernsehserie)
- 2025: Clean Slate (Fernsehserie)
- 2025: For Worse